# 馬迪·迪亞茲
馬迪·迪亞茲（英語：Madi Diaz，1986年5月14日—）是一位来自美國的唱作音樂人、女歌手。出生於康乃狄克州格林尼治，畢業於伯克利音樂學院。所屬唱片公司為Nettwerk。

## 專輯列表
1. Skin and Bone（2007年）
2. Ten Gun Salute EP（2009年）
3. Far From the Things That We Know EP（2011年）
4. Plastic Moon（2012年）
5. We Threw Our Hearts In The Fire（2012年）
6. Phantom（2014年）